# 就業制限
就業制限（しゅうぎょうせいげん）とは、労働者に有害な影響の及ぶことを防ぐため、一定の労働者の一定の業務への就業を制限もしくは禁止することをいう。禁止の場合は特に就業禁止ともいう。
日本では労働基準法、労働安全衛生法をはじめとする諸法令により、労働者を労働災害や職業病その他著しい健康障害から守るため、事業主に必要な措置を講ずることを義務づけている。

## 労働基準法
労働基準法上の就業制限は、年少者及び妊産婦に対する規制を定めた第6章及び第6章の2の各条に定められている。
制限の要は危険有害業務と坑内業務であり、年少者については年少者労働基準規則で、妊産婦（一部、一般の女性も含む)については女性労働基準規則にて具体的な細目を定めている。また、これらの者の労働時間についても一般の労働者よりも厳しい規制（時間外労働・深夜業の原則禁止等）をかけている。

## 労働安全衛生法

### 有資格者に限る
第61条により免許を必要とする業務は、労働安全衛生規則別表第二に示されている23業務である。免許試験は、厚生労働省令で定める区分ごとに、指定試験機関が行う（第75条の2）。一方、技能講習を必要とする業務は、労働安全衛生法別表第十八に示されていて、講習は都道府県労働局長の登録を受けた教習機関（都道府県労働局長登録教習機関）が行う（第77条）。
2項は、「労働者」に限定されず何人たるを問わず適用される規定である。従って、例えば建設現場において、個人事業主や一人親方が無資格で移動式クレーンの運転などを行ったとすれば、当然本条違反となる。
4項の「別段の定め」について、事業者は、訓練生に技能を修得させるため所定の業務に就かせる必要がある場合において、次の措置を講じたときは、第61条1項の規定にかかわらず、職業訓練開始後6月（訓練期間が6月の訓練科に係る訓練生で、所定の業務に就かせるものにあっては5月、当該訓練科に係る訓練生で、所定の業務に就かせるものにあっては3月）を経過した後は、訓練生を当該業務に就かせることができる（規則第42条1項）。事業者は、訓練生に技能を修得させるため「可燃性ガス及び酸素を用いて行なう金属の溶接、溶断又は加熱の業務」につかせる必要がある場合において、次の措置を講じたときは、第61条1項の規定にかかわらず、職業訓練開始後直ちに訓練生を当該業務につかせることができる（規則第42条2項）。この場合の当該訓練生については第61条2項の規定は、適用しない（規則第42条3項）。
1. 訓練生が当該業務に従事する間、訓練生に対し、当該業務に関する危険又は健康障害を防止するため必要な事項を職業訓練指導員に指示させること。
2. 訓練生に対し、当該業務に関し必要な安全又は衛生に関する事項について、あらかじめ、教育を行なうこと。

この規定は、1947年（昭和22年）施行の労働基準法第49条に「危険業務の就業制限」として規定され、1972年（昭和47年）の労働安全衛生法施行時に危険の区分をより細かくして同法に移された。

### 疾病による
1947年（昭和22年）施行の労働基準法第51条に規定され、1972年（昭和47年）の労働安全衛生法施行時に同法に移された。病者を就業させることにより、本人ならびに他の労働者に及ぼす悪影響を考慮して規定されたものであるが、その運用に際しては、まず、その労働者の疾病の種類、程度、これについての産業医等の意見等を勘案して、できるだけ配置転換、作業時間の短縮その他必要な措置を講ずることにより就業の機会を失なわせないよう指導することとし、やむを得ない場合に限り禁止をする趣旨であり、種々の条件を十分に考慮して慎重に判断すべきものであること（昭和47年9月18日基発601号の1）。なお、平成12年の改正法施行により、就業禁止の対象から「自傷他害のおそれのある者」が削除された。「厚生労働省令で定めるもの」とは以下のとおりである（規則第61条1項）。
1. 病毒伝播のおそれのある伝染性の疾病にかかった者（伝染予防の措置をした場合を除く）
  - 「病毒伝播のおそれのある伝染性の疾病」とは、伝染させるおそれが著しいと認められる結核にかかっている者があることとされ、「伝染予防の措置」とは、ツベルクリン皮内反応陽性者のみに接する業務に就かせることをいう（平成12年3月30日基発第207号）。
2. 心臓、腎臓、肺等の疾病で労働のため病勢が著しく増悪するおそれのあるものにかかった者
3. 前各号に準ずる疾病で厚生労働大臣が定めるものにかかった者
  - 感染症の予防及び感染症の患者に対する医療に関する法律第18条、同施行規則第11条により、1類感染症の患者及び2類感染症、3類感染症又は新型インフルエンザ等感染症の患者について、感染症の種類に応じて、多数の者に接触する業務や飲食物に直接接触する業務への就業が制限される。

事業者は、この規定により、就業を禁止しようとするときは、あらかじめ、産業医その他専門の医師の意見をきかなければならない（規則第61条2項）。就業上の措置に関する医学的な判断は、医師のみが行える業務であり、職場の状況を把握した産業医が行うことが期待されていることから、事業場においては、「事業場における治療と職業生活の両立支援のためのガイドライン」（平成28年2月23日基発0223第5号）等を踏まえて、少なくとも、疾病のある労働者を就労させることにより当該疾病を増悪させないよう、主治医が作成した病状や就業継続の可否等に関する書面等が提出された場合には、産業医が主治医等と連携して就業上の措置等に関する意見を述べ、当該意見等を勘案して、事業者は、必要に応じて、適切な就業上の措置等を行うことが必要である。
病者の就業禁止は、一般的な病者の就業禁止と、特定の業務への就業禁止とに大別され、第68条は主に前者について定める。後者について定めた規定（鉛中毒予防規則第57条、四アルキル鉛中毒予防規則第26条、高気圧作業安全衛生規則第41条）の本質は「就業禁止」というよりは当該特定の業務からの「作業転換」である。